# Villa Garzoni

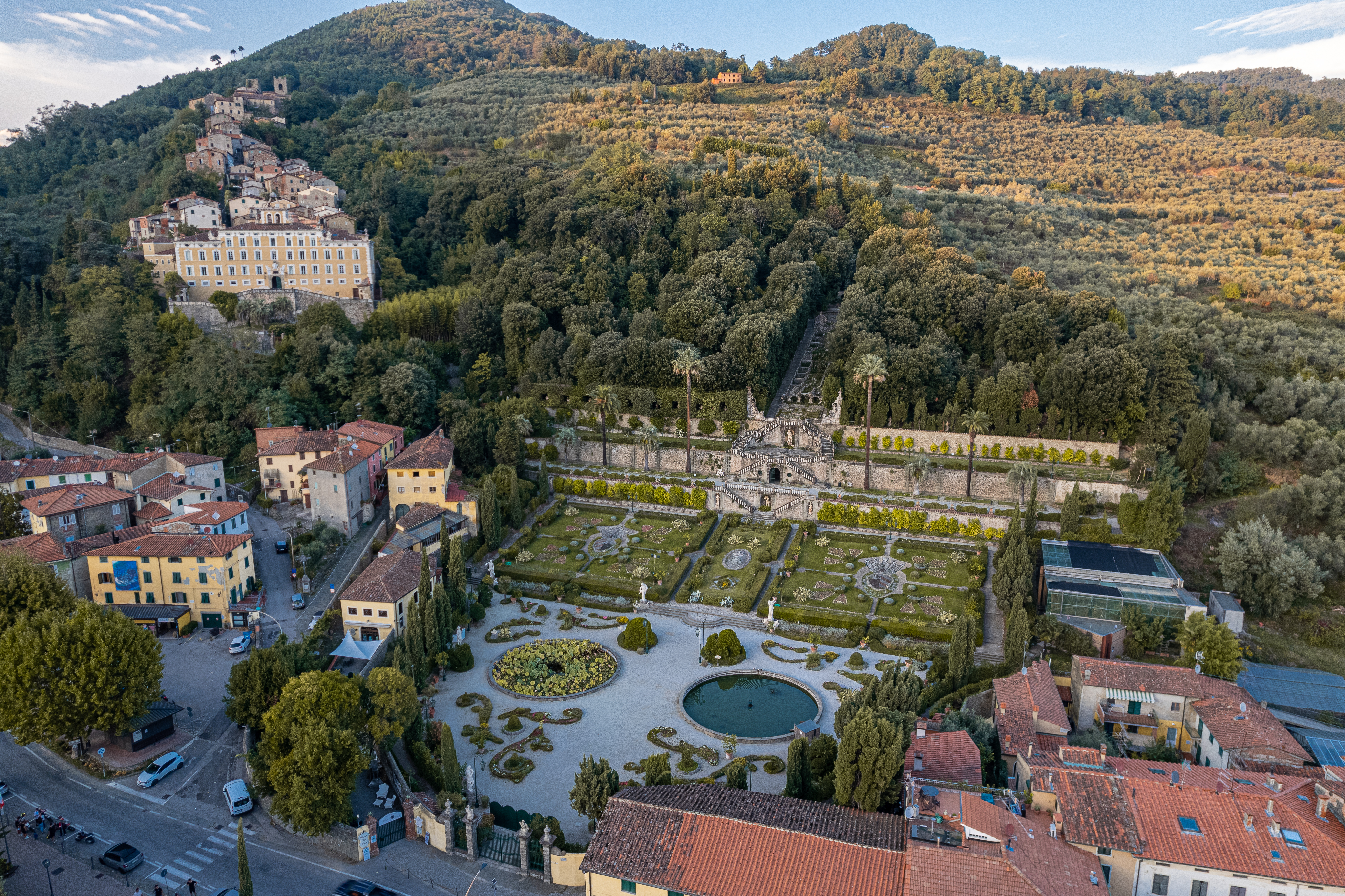
Der untere Dorfteil Collodis, rechts die Villa Garzoni

Die Villa Garzoni liegt in Collodi, Piazza della Vittoria 1; Gemeinde Pescia, Provinz Pistoia, Toskana, Italien.

## Geschichte

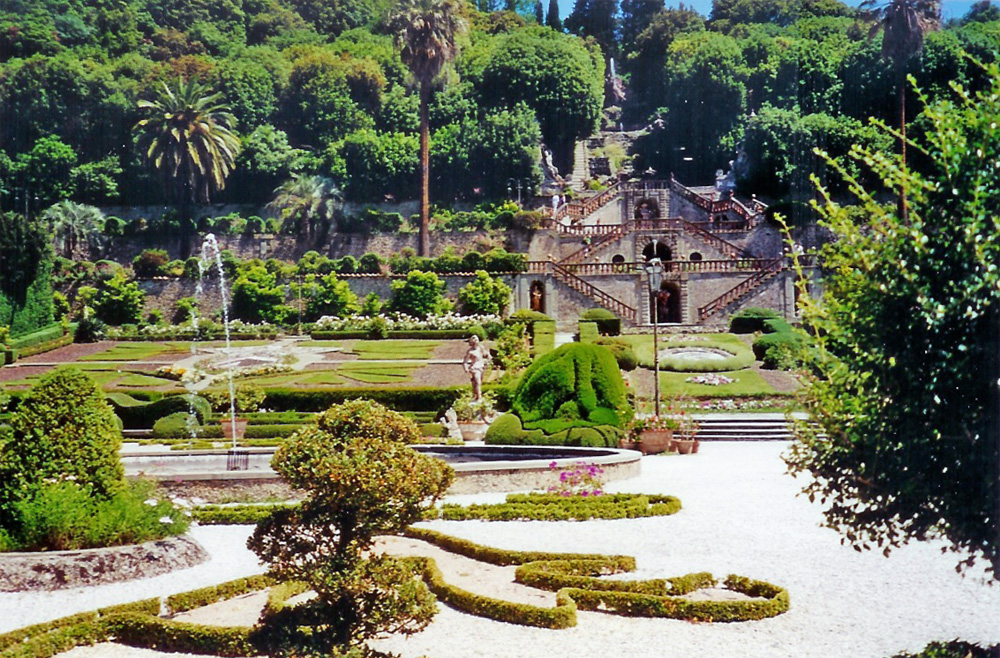
Der Garten der Villa Garzoni

Der Name des Ortes Collodi wird auf die alte Römerstraße Via Clodia zurückgeführt. Hier legten die Römer einen befestigten Platz an, das Forum Claudii. Aus dem wurde Clodi, das dann zu Collodi abgewandelt wurde.
Die Familie Garzoni erwarb 1366 die bestehende Festung und baute sie zum Familiensitz aus. Die heutige Villa wurde zu Beginn des 17. Jahrhunderts, vermutlich vor 1622, unter Romano di Alessandro Garzoni errichtet. Der Architekt ist nicht bekannt. Eine Zeichnung aus dem Jahre 1633 zeigt die Villa noch ohne Garten. 
1959 erlosch die Linie der Garzoni und die Villa mit Garten ging an den Sieneser Grafen Giancarlo Gardi dell’Ardenghesca. Er ließ eine neue Umfahrungsstraße anlegen, da bisher der gesamte Verkehr durch die Anlage geführt wurde. Heute ist die Villa und der Garten im Besitz der Familie Gardi und für das Publikum geöffnet.

## Die Villa
Die Villa ist ein viergeschossiger barocker Bau und die größte der lucchesischen Villen. Das Dach ziert ein Aussichtstürmchen, ein belvedere, mit einem wundervollen Blick über die gesamte Anlage. Durch die Hanglage führt der Eingangsbereich auf der Rückseite der Villa direkt in den piano nobile im ersten Stock. Die Fresken im Salon sowie die barocken Stuckgesimse stammen von Angelo Michele Colonna.

## Der Garten
Die Hauptachse des Gartens verläuft nicht auf die Villa, sondern seitlich davon. Die erste Anlage des Gartens geht wahrscheinlich auf Romano di Alessandro Garzoni selbst zurück und war 1652 vollendet. 
Der Garten beginnt im flachen Bereich im französischen Stil mit einem Broderieparterre (parterre de broderie) und zwei großen kreisförmigen Becken mit Fontänen. Dieser Teil wurde im 18. Jahrhundert von Ottaviano Diodati hinzugefügt. Daran schließt ein Rasenparterre (parterre à l’angloise) an mit Rasenmuster und rahmenden, wellenförmig geschnittenen niederen Hecken. Dahinter das Wappen der Garzoni, aus farbigen Steinen gelegt.
Der Blickfang des Gartens ist die von Balustraden gesäumte Treppe mit gegenläufigen Armen. In den Treppenabsätzen finden sich Grotten und Nischen mit Statuen von Göttern und einfacher Bauern. Oben stürzt das Wasser über unzählige kleine Becken wie an einer Kette den Hang herab. Den Ausgangspunkt auf der Anhöhe bildet eine Statue der Fama, der Gottheit des Ruhmes.

## Carlo Lorenzini
Die Großeltern des Dichters und Verfassers der Geschichten Pinocchios Carlo Lorenzini waren in der Villa Garzoni beschäftigt. Daher war der junge Lorenzini oft hier zu Besuch. In Erinnerung an diese glückliche Zeit legte er sich später das Pseudonym Collodi zu.